# 레오니트 로고조프
레오니트 이바노비치 로고조프(Леони́д Ива́нович Ро́гозов, 1934년 3월 14일~2000년 9월 21일)는 소련의 의사로서 1961년 남극에서 자가 수술을 한 일로 알려져 있다.

## 초기 생애
시베리아 동부 외딴 시골인 치타주 보르진스키 라이온에서 태어났는데, 내몽골 자치구 후룬베이얼시 만주리 근처의 몽골-중국-소련 국경에서 약 16km 떨어진 곳이었다. 그의 부친은 1943년 제2차 세계 대전 때 사망했다. 1953년 크라스노야르스크 변경주 미누신스크에 있는 중학교를 졸업했고 레닌그라드에 있는 의료 기관에서 공부를 했다. 1959년 일반의로서 졸업한 후 수술과 관련한 임상 훈련을 시작했다. 1960년 9월 훈련을 중단하고 의사로서 소련의 6차 남극 탐험에 합류했다.

## 남극에서의 근무
1960년 9월부터 1962년 10월까지 남극에 있는 노볼라자레프스카야 기지에서 연구팀 13명 중 유일한 의사로서 일했다.
1961년 4월 29일 아침 로고조프는 노곤함, 메스꺼움, 열을 느꼈고 이후에는 하복부 우측에 통증을 느꼈는데 의료적 처치가 통하지 않았다. 4월 30일 국소적인 복막염이라는 게 확실해졌고 저녁에는 상황이 악화됐다. 가장 가까운 소련 기지인 미르니 기지와는 1600km 이상 떨어져 있었고 다른 나라의 남극 기지에는 이용 가능한 항공기가 없었다. 극심한 눈폭풍으로 항공기가 착륙할 수도 없었다.
따라서 현지 시간 5월 1일 2시에 유일한 선택지였던 자가 수술을 시작했고, 운전사와 기상학자가 수술 기구를 전해주고 거울을 들면서 로고조프의 자가 수술을 도왔는데 국소마취제 프로카인 0.5%를 복벽에 사용했다. 로고조프는 복벽 10-12cm를 절개했으나 복막을 절개할 때 맹장을 절개하는 실수를 해서 봉합해야 했고 그 후 충수를 절개했다. 충수에 검은 자국이 있었고 로고조프는 하루 내에 터진 것으로 생각했다. 충수는 절제됐고 복막망에 항생제를 발랐다. 로고조프는 수술을 시작하고 30-40분 후에 피로감과 메스꺼움을 느껴 휴식을 취했다.4시에 수술이 끝났다.
수술 이후 회복했고 체온은 5일 후 정상으로 돌아왔으며 수술 7일 후 실밥을 풀었다. 약 2주일 후 의사로서의 근무를 재개했다.
1961년 노동적기훈장을 받았다.

## 이후 생애
1962년 10월 레닌그라드로 복귀했고 모교에서 의무박사 과정을 시작했다. 이후 레닌그라드의 여러 병원에서 의사로서 근무했다.
2000년 상트페테르부르크에서 폐암으로 사망했다.